# Richard Hamming
Richard Wesley Hamming (Chicago, Illinois, 11 februari 1915 - Monterey, Californië, 7 januari 1998) was een Amerikaans wiskundige wiens werk enorme invloed heeft gehad op de informatica en telecommunicatie. Tot zijn werk behoren de Hammingcode, het Hammingwindow en de Hammingafstand.
Hamming was geboren en getogen in Chicago, waar hij ook afstudeerde aan de Universiteit van Chicago. Na in 1937 zijn bachelor behaald te hebben, begon hij aan een master aan de Universiteit van Nebraska. Hij behaalde zijn master in 1939 en ten slotte promoveerde hij in 1942 aan de Universiteit van Illinois te Urbana-Champaign. Tijdens de Tweede Wereldoorlog was hij hoogleraar aan de Universiteit van Louisville, maar vertrok in 1945 om mee te werken aan het Manhattanproject in het Los Alamos-laboratorium. Aldaar werkte hij aan het programmeren van de eerste, digitale computers om de vergelijkingen op te lossen voor de natuurkundigen die bij het project werkten. Het doel van het project was om te ontdekken of het ontploffen van een atoombom de aardatmosfeer zou doen ontbranden. Het resultaat van de berekening gaf aan dat dit niet zou gebeuren, dus gebruikten de Verenigde Staten de atoombom -- eerst bij een test in New Mexico, later tweemaal tegen Japan.
Tussen 1946 en 1976 werkte Hamming samen met Claude Shannon bij de Bell Labs. Op 23 juli 1976 stapte hij over naar het postdoctorale onderwijs van de Amerikaanse marine -- hier was hij tot 1997 werkzaam als universitair hoofddocent. Na 1997 werd hij emeritus hoogleraar.
Hij was medeoprichter van de Association for Computing Machinery en was ook een tijdje president van die organisatie. In 1968 ontving hij van diezelfde organisatie de Turing Award voor zijn werk aan numerieke methoden, automatische codeersystemen, foutdetecterende en foutcorrigerende codes.
1966: Alan J. Perlis ·
1967: Maurice V. Wilkes ·
1968: Richard Hamming ·
1969: Marvin Minsky ·
1970: J.H. Wilkinson ·
1971: John McCarthy ·
1972: Edsger Dijkstra ·
1973: Charles W. Bachman ·
1974: Donald E. Knuth ·
1975: Allen Newell, Herbert Simon ·
1976: Michael Rabin, Dana S. Scott ·
1977: John Backus ·
1978: Robert W. Floyd ·
1979: Kenneth E. Iverson ·
1980: Tony Hoare ·
1981: Edgar F. (Ted) Codd ·
1982: Stephen A. Cook ·
1983: Ken Thompson, Dennis M. Ritchie ·
1984: Niklaus Wirth ·
1985: Richard M. Karp ·
1986: John Hopcroft, Robert Tarjan ·
1987: John Cocke ·
1988: Ivan Sutherland ·
1989: William Kahan ·
1990: Fernando J. Corbató ·
1991: Robin Milner ·
1992: Butler Lampson ·
1993: Juris Hartmanis, Richard E. Stearns ·
1994: Edward Feigenbaum, Raj Reddy ·
1995: Manuel Blum ·
1996: Amir Pnueli ·
1997: Douglas Engelbart ·
1998: Jim Gray ·
1999: Frederick P. Brooks, Jr. ·
2000: Andrew Chi-Chih Yao ·
2001: Ole-Johan Dahl, Kristen Nygaard ·
2002: Ron Rivest, Adi Shamir, Leonard M. Adleman ·
2003: Alan Kay ·
2004: Vinton G. Cerf, Robert E. Kahn ·
2005: Peter Naur ·
2006: Frances E. Allen ·
2007: Edmund M. Clarke, E. Allen Emerson, Joseph Sifakis ·
2008: Barbara Liskov ·
2009: Charles Thacker ·
2010: Leslie Valiant ·
2011: Judea Pearl ·
2012: Shafi Goldwasser, Silvio Micali ·
2013: Leslie Lamport ·
2014: Michael Stonebraker ·
2015: Martin Hellman, Whitfield Diffie ·
2016: Tim Berners-Lee ·
2017: John L. Hennessy, David Patterson ·
2018: Yoshua Bengio, Geoffrey Hinton, Yann LeCun ·
2019: Patrick M. Hanrahan, Edwin E. Catmull ·
2020: Alfred Aho, Jeffrey Ullman ·
2021: Jack Dongarra ·
2022: Robert Metcalfe ·
2023: Avi Wigderson